# Усть-Абаканский поссовет
Усть-Абака́нский поссове́т — городское поселение в Усть-Абаканском районе Хакасии.
Административный центр — пгт Усть-Абакан.

## История
Муниципальное образование Усть-Абаканский поссовет Усть-Абаканского района Республики Хакасия наделено статусом городского поселения Законом Республики Хакасия от 07. 10. 2004 г. № 62.

## Население
| 2009    | 2010    | 2012    | 2013    | 2014    | 2015    | 2016    |
| ------- | ------- | ------- | ------- | ------- | ------- | ------- |
| 15 656  | ↘14 578 | ↗14 897 | ↗15 210 | ↗15 401 | ↗15 554 | ↘15 553 |
| 2017    | 2018    | 2019    | 2020    | 2021    |         |         |
| ↘15 452 | ↘15 396 | ↘15 327 | ↘15 153 | ↘14 210 |         |         |

## Состав городского поселения
В состав городского поселения входит один населённый пункт — пгт Усть-Абакан.

## Местное самоуправление
Адрес администрации
пгт Усть-Абакан, ул. Карла Маркса,  9
Глава администрации
Леонченко Нина Владимировна
Председатель Совета депутатов Усть-Абаканского поссовета
Губина Марина Алексеевна